# Новоселиця (Коломийський район)
Новосе́лиця — село в Україні, у Снятинській міській громаді Коломийського району Івано-Франківської області.
Відповідно до Розпорядження Кабінету Міністрів України від 12 червня 2020 року № 714-р «Про визначення адміністративних центрів та затвердження територій територіальних громад Івано-Франківської області» увійшло до складу Снятинської міської громади.

## Географія
У селі річка Химчинець впадає у Рибницю, праву притоку Пруту.

## Історія
У 1934—1939 роках село входило до ґміни Залуче Снятинського повіту Станиславівського воєводства. Напередодні Другої світової війни село налічувало 1880 мешканців, у тому числі 1680 українців-грекокатоликів, 30 українців-римокатоликів, 140 поляків (працівники копальні бурого вугілля) і 30 євреїв.
За даними облуправління МГБ у 1949 р. в Заболотівському районі підпілля ОУН найактивнішим було в селах Джурів і Новоселиця.

### Сучасність
Загальноосвітня школа І-ІІ ступенів (9 класів).
Стараннями депутата райради Івана Марусяка 27 серпня 2017 р. зведено пам'ятник Тарасу Шевченку (скульптор Роман Рабик).

## Населення

### Мова
Розподіл населення за рідною мовою за даними перепису 2001 року:
| Мова            | Кількість | Відсоток |
| --------------- | --------- | -------- |
| українська      | 1245      | 99.44%   |
| російська       | 4         | 0.32%    |
| білоруська      | 2         | 0.16%    |
| інші/не вказали | 1         | 0.08%    |
| Усього          | 1252      | 100%     |

## Церква
У селі є дві церкви ПЦУ:
- Введення в Храм Пресвятої Діви Марії[6]. Дерев'яна, трикупольна. Іконостас триярусний, різьблений. Побудована 1889 р. на кошти громади. Згоріла 19.08.2020 року.

- Святого Миколи[7]. Дерев'яна, однокупольна. Іконостас триярусний, різьблений. Побудована 1854 р. на кошти громади. Закрита 1961 р., відкрита і освячена 1990 р.

Є також костел Відвідин Пресвятої Діви Марії (1882, розібраний 1949).

## Відомі особистості
- Пилип'ю́к Васи́ль Васи́льович (1950, Новоселиця, — 2017, Рівне) — український фотохудожник.

### Священники
- о. Василь Григорчук (30.01.1892—1944)
- о. Степан (Стефан) Васильович Ніцович (1884—1946?)

Настоятель: 1923—1934 рр.
Священник Греко-Католицької Церкви. Проживав і служив у м. Борщів Тернопільського воєводства, делегат «Собору» в м. Львів 8-10 березня 1946 р. Після «Собору» перейшов у московську православну церкву. (Складено за джерелами: Список членів Львівського Собору Греко-Католицької Церкви (8-10 березня 1946) (за даними: Львівський Церковний Собор: Документи і матеріали: 1946—1981. М. 1982. С. 63-68).
о. Антон Швець (1895—1975), рукопокладений 1927 р.
Настоятель: 1934—1947 рр.
Похований на сільському цвинтарі біля Свято-Миколаївського храму.
о. Антон Брановський (*1878 — +1950) р.,
Настоятель: 1947—1950 рр.
Похований за вівтарем Свято-Миколаївського храму.
о. Петро Баран Настоятель: 1950—1959 рр.
о. Петро Тимофійчук (*1898 — †1986 с. Вовчківці)
Настоятель: 1959—1964 рр.
о. Василь Романюк (*1925 — †1995 м. Київ)
Настоятель: 1964—1968 рр.
о. Степан Лаврентович (*1925 — †2004 м. Снятин) Настоятель: 1968—1969 рр.
о. Микола Бойчук (*23 березня 1944 р. на Городенківщині — †24.09.2009 р. смт. Перегінське). Рукоположений у священичий сан 8 жовтня 1974 р.
Настоятель: 1979—1980 рр.
о. Іван Біланюк
Настоятель: 1980—1987 рр.
1988 р. с. Добротів Надвірнянського р-ну.
о. Дмитро Шкурган (*1935 — †2004 м. Снятин)
1958—1962 навчався у Волинській Духовній семінарії.
1962—1966 Ленінградська Духовна академія.
Рукоположений у сан священика у грудні 1966 р. єпископом Чернівецьким і Буковинським Мефодієм у м. Чернівці в Миколаївському кафедральному соборі.
Служив в с. Завалля 1967—1977 рр., с. Будилів 1972—1976 рр.
Настоятель: 8 жовтня 1987 — 10 березня 2004 рр.
о. Станіслав Войтович (*1946 р. с. Новоселиця)
Настоятель: 16 березня 2004 — 22 травня 2008 рр.
о. Петро Різун (*1955 — †2011 с. Вовчківці)
Настоятель: 22 травня 2008 — 12 лютого 2011 рр.
о. Василь Ткачук (*1980 р. с. Задубрівці)
Настоятель: з 20 лютого 2011 р.